# Улрих фон Кибург
Улрих фон Кибург (на немски: Ulrich von Kyburg; † 17 юни 1237 в Кур) е граф на Кибург в кантон Цюрих, епископ на Кур (1233/1234 – 1237) в кантон Граубюнден в Швейцария.
Той е син на граф Улрих III фон Кибург († 1227) и принцеса Анна фон Церинген, дъщеря на херцог Бертхолд IV фон Церинген († 1186) и Хайлвиг фон Фробург († пр. 1183). Братята му са Вернер I фон Кибург († 1228 убит в Акон) и Хартман IV фон Кибург III († 1264). Сестра му Хедвиг/Хайлвиг фон Кибург († 1260) е майка на римско-немския крал Рудолф I фон Хабсбург.
Улрих фон Кибург е през 1223 г. каноник в катедралата на Базел, през 1229 г. каноник в катедралата на Констанц. Крал Хайнрих VII през 1231 г. го прави провост в Беромюнстер (до 1234) и имперски каплан. Той е домхер на Кур 1233 или 1234 – 1237 г. През 1233 г. е избран за епископ на Кур. През 1234 г. папа Григорий IX му разрешава да запази другите си постове.
Той е съосновател 1225 г. на манастир Хайлигенберг на фамилна собственост при Винтертур.